# Nasija
Nasija es una película del año 2006.

## Sinopsis
Nasija relata, a través de la historia de una joven africana, el maltrato físico y psicológico al que es sometida la mujer en algunas culturas de este continente.

## Premios
- XXII Festival Internacional de Cortometrajes de Berlín, 2006.